# Präsident der Hellenischen Republik
Der Präsident der Hellenischen Republik (griechisch Πρόεδρος της Ελληνικής Δημοκρατίας) ist das Staatsoberhaupt des südeuropäischen Staates Griechenland. Amtierender Präsident ist Konstantinos Tasoulas.

## Verfassungsrechtliche Stellung
Laut der griechischen Verfassung von 1975 ist der Präsident das Oberhaupt des Staates. Er vertritt den Staat völkerrechtlich und fungiert als oberstes politisches Schiedsorgan.

## Voraussetzungen
Um zum griechischen Präsidenten gewählt werden zu können, muss man folgende Voraussetzungen erfüllen:
- spätestens am Wahltag das 40. Lebensjahr vollendet haben,
- das aktive und passive Wahlrecht zum griechischen Parlament besitzen,
- seit mindestens fünf Jahren die griechische Staatsangehörigkeit besitzen,
- Kind eines griechischen Staatsangehörigen sein (seit einer Verfassungsänderung vom 16. April 2001 reicht es, dass ein Elternteil griechischer Staatsangehöriger ist).

## Kompetenzen
Der Präsident hat unter anderem die folgenden Kompetenzen und Aufgaben:
- er erklärt den Krieg, schließt Friedens- und Bündnisverträge, Verträge über wirtschaftliche Zusammenarbeit und Teilnahme an internationalen Organisationen oder Vereinigungen und teilt diese mit den notwendigen Erläuterungen dem Parlament mit, soweit das Interesse und die Sicherheit des Staates es erlauben
- beruft das Parlament einmal im Jahr zu einer ordentlichen Sitzungsperiode und, so oft er es für ratsam hält, zu einer außerordentlichen Sitzungsperiode ein
- entlässt die Regierung auf deren Antrag oder wenn das Parlament ihr das Vertrauen entzogen hat
- kann das Parlament auflösen, falls zwei Regierungen entweder zurückgetreten sind oder vom Parlament abgelehnt wurden und falls seine Zusammensetzung die Regierungsstabilität nicht sicherstellt
- verkündet die vom Parlament beschlossenen Gesetze innerhalb eines Monats nach ihrer Verabschiedung
- kann nach Beschluss mit absoluter Mehrheit der Parlamentsabgeordneten Volksabstimmungen über wichtige nationale Fragen anberaumen
- kann bei außergewöhnlichen Umständen nach Zustimmung des Premierministers Botschaften an das Volk richten
- besitzt den Oberbefehl über die Streitkräfte des Landes, deren Leitung die Regierung hat
- verleiht die Dienstgrade an die Angehörigen der Streitkräfte
- ernennt und entlässt die Staatsbeamten
- hat das Recht, auf Vorschlag des Justizministers und nach Anhörung eines mehrheitlich aus Richtern bestehenden Rates von den Gerichten verhängte Strafen zu erlassen, umzuwandeln oder herabzusetzen und die Folgen aller Art von verhängten und verbüßten Strafen aufzuheben
- hat nur mit Zustimmung des Parlaments das Recht, einen verurteilten Minister zu begnadigen

### Regierungsbildung
Der Präsident ernennt den Premierminister und auf dessen Vorschlag ernennt und entlässt er die übrigen Mitglieder der Regierung und die Vizeminister.
Zum Premierminister wird der Vorsitzende der Partei ernannt, die im Parlament über die absolute Mehrheit der Sitze verfügt. Verfügt keine Partei über die absolute Mehrheit, so erteilt der Präsident dem Vorsitzenden der Partei mit der relativen Mehrheit einen Sondierungsauftrag, um die Möglichkeit der Bildung einer Regierung, die das Vertrauen des Parlaments genießt, zu erkunden.
Scheitert der erste Sondierungsauftrag, dann erteilt der Präsident dem Vorsitzenden der zweitstärksten Partei einen Sondierungsauftrag, bleibt dieser Versuch weiter erfolglos, so erteilt er dem Vorsitzenden der drittstärksten Parlamentspartei einen Sondierungsauftrag. Jeder Sondierungsauftrag gilt für drei Tage. Bleiben alle Sondierungsaufträge erfolglos, so ruft der Präsident alle Parteivorsitzenden zusammen und erstrebt die Bildung einer aus allen im Parlament vertretenen Parteien bestehenden Regierung zur Durchführung von Neuwahlen. Scheitert auch eine solche Regierung, dann beauftragt er den Präsidenten des Staatsrates oder des Kassationsgerichtshofes (Areopags) oder des Rechnungshofes mit der Bildung einer Regierung auf möglichst breiter Grundlage zur Durchführung von Neuwahlen und er löst das Parlament auf.
Hat eine Partei keinen Vorsitzenden oder Stellvertreter oder falls dieser nicht zum Abgeordneten gewählt wurde, erteilt der Präsident dem von der Fraktion der Partei Vorgeschlagenen den Auftrag zu Regierungsbildung. Der Vorschlag zur Auftragserteilung erfolgt binnen drei Tagen, nachdem der Parlamentspräsident oder sein Stellvertreter dem Präsidenten die Stärke der Parteien im Parlament mitgeteilt hat. Diese Mitteilung muss vor jeder Erteilung eines solchen Auftrages erfolgen. Besitzen verschiedene Parteien dieselbe Anzahl von Parlamentssitzen, so wird bei den Sondierungsaufträgen der Partei der Vorzug gegeben, welche die meisten Stimmen bei der Wahl erhalten hat. Einer neugegründeten Partei, die eine Fraktion gemäß der Geschäftsordnung bildet, wird die ältere mit der gleichen Anzahl der Sitze vorgezogen. In beiden Fällen dürfen nicht mehr als vier Parteien Sondierungsaufträge erteilt werden.
Das Parlament kann durch den Präsidenten aufgelöst werden, falls zwei Regierungen entweder zurückgetreten sind oder vom Parlament abgelehnt wurden und falls seine Zusammensetzung die Regierungsstabilität nicht sicherstellt. Die Wahlen werden von der Regierung durchgeführt, die das Vertrauen des aufzulösenden Parlaments genießt.

## Wahl

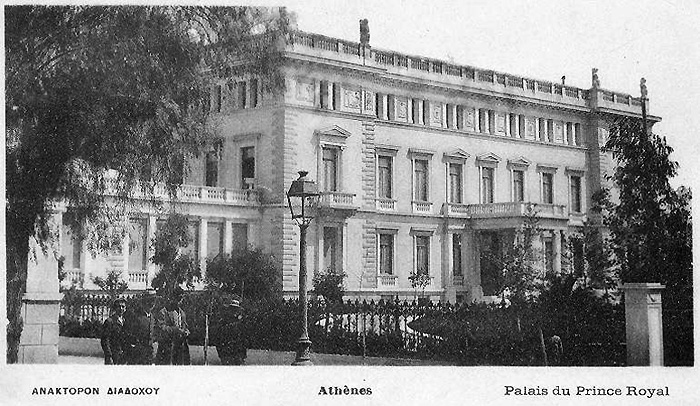
Das Kronprinzenpalais in Athen, der Amtssitz des Präsidenten

Der Präsident wird für eine Amtszeit von fünf Jahren gewählt. Eine Wiederwahl ist nur für eine weitere Amtszeit zulässig.
Gewählt werden kann jeder Kandidat, welcher mindestens fünf Jahre griechischer Staatsbürger und väter- oder mütterlicherseits griechischer Abstammung ist, sein vierzigstes Lebensjahr vollendet hat und das Wahlrecht zum Parlament besitzt.
Die Wahl des Präsidenten ist in Artikel 32 der griechischen Verfassung beschrieben, nach der der Präsident vom Parlament in namentlicher Abstimmung gewählt wird. Die Wahl erfolgt in einer Sondersitzung, die vom Parlamentspräsidenten mindestens einen Monat vor Beendigung der Amtszeit des amtierenden Präsidenten nach Maßgabe der Geschäftsordnung einberufen wird. Sollte das Parlament zum Zeitpunkt der Präsidentenwahl aus irgendeiner Weise aufgelöst sein, dann wird die Wahl bis zum ersten Zusammentritt des neuen Parlaments verschoben und erfolgt spätestens innerhalb von 20 Tagen. Als gewählt gilt, wer die Mehrheit von zwei Dritteln der Gesamtzahl der Abgeordneten auf sich vereinigt.
Wird die erforderliche Zweidrittelmehrheit nicht erreicht, wird die Abstimmung nach fünf Tagen in einem zweiten Wahlgang wiederholt. Wird auch in der zweiten Abstimmungsrunde kein Kandidat gewählt, dann erfolgen im Abstand von jeweils fünf Tagen weitere Wahlgänge. Im dritten Wahlgang sind für eine erfolgreiche Wahl nur noch drei Fünftel der Abgeordnetenstimmen notwendig; in einem vierten Wahlgang sinkt die Schwelle auf eine absolute Mehrheit der Parlamentssitze. Findet kein Kandidat eine solche Mehrheit, entscheidet im fünften Wahlgang schließlich die einfache Mehrheit. Bis zu einer Verfassungsänderung 2019 wäre das Parlament im Falle eines gescheiterten dritten Wahlgangs innerhalb von zehn Tagen aufgelöst worden und die Wahl des Präsidenten nach einer Neuwahl fortgesetzt worden.
Sollte das Verfahren zur Wahl des neuen Präsidenten nicht zeitgerecht, wie weiter oben erwähnt beendet werden, setzt der im Amt befindliche Präsident die Ausübung seiner Pflichten auch nach Beendigung seiner Amtszeit bis zur Wahl des neuen Präsidenten fort.
Tritt der amtierende Präsident vor Ablauf seiner regulären Amtszeit vorzeitig zurück, dann kann dieser an der aufgrund seines Rücktritts erfolgenden Wahl nicht teilnehmen.

## Vereidigung
Der gewählte Präsident hat vor Amtsantritt im Parlament den folgenden Eid abzulegen:

„Oρκίζομαι στο όνομα της Aγίας και Oμοούσιας και Aδιαίρετης Tριάδας να φυλάσσω το Σύνταγμα και τους νόμους, να μεριμνώ για την πιστή τους τήρηση, να υπερασπίζω την εθνική ανεξαρτησία και την ακεραιότητα της Xώρας, να προστατεύω τα δικαιώματα και τις ελευθερίες των Eλλήνων και να υπηρετώ το γενικό συμφέρον και την πρόοδο του Eλληνικού Λαού.“

„Ich schwöre im Namen der Heiligen, Wesensgleichen und Unteilbaren Dreifaltigkeit, die Verfassung und die Gesetze zu wahren, für deren getreue Einhaltung zu sorgen, die nationale Unabhängigkeit und die Unversehrtheit des Landes zu verteidigen, die Rechte und Freiheiten der Griechen zu schützen und dem allgemeinen Interesse des griechischen Volkes zu dienen.“

## Vertretung
Ist der Präsident mehr als zehn Tage verreist, abwesend oder zurückgetreten, abgesetzt oder aus sonstigen Gründen verhindert, vertritt ihn der Parlamentspräsident oder, falls dieser nicht besteht, der Präsident des letzten Parlaments und, falls dieser sich weigert oder nicht vorhanden ist, die Regierung in ihrer Gesamtheit.
Während der Stellvertretung des Präsidenten sind die Bestimmungen über die Auflösung des Parlaments nicht in Kraft, ebenso wenig die Bestimmungen über die Entlassung der Regierung und die Ausschreibung einer Volksabstimmung.
Dauert die Unfähigkeit des Präsidenten zur Erfüllung seiner Aufgaben über 30 Tage hinaus an, muss das Parlament einberufen werden, selbst wenn es aufgelöst ist. Das Parlament entscheidet dann mit einer Mehrheit von drei Fünfteln der Gesamtzahl der Abgeordneten, ob eine Neuwahl des Präsidenten ausgeschrieben wird. Die Wahl kann aber nicht über mehr als insgesamt sechs Monate seit Beginn der wegen Unfähigkeit eingetretenen Stellvertretung hinausgezögert werden.

## Immunität
Der Präsident hat sich nicht für Handlungen zu verantworten, die er während der Ausübung seines Amtes vorgenommen hat, außer für Hochverrat und für vorsätzliche Verletzung der Verfassung. Für Handlungen, die nicht die Ausübung seines Amtes betreffen, wird die Verfolgung bis zur Beendigung seiner Amtszeit aufgeschoben.

## Anklage und Amtsenthebung
Es kann ein Antrag auf Erhebung einer Anklage gegen den Präsidenten von mindestens einem Drittel der Abgeordneten im Parlament gestellt werden. Der Antrag gilt als angenommen, wenn mindestens zwei Drittel der Abgeordneten dafür stimmen.
Findet ein Antrag die erforderliche Zustimmung, wird gegen den Präsidenten ein Gerichtsverfahren eingeleitet. Mit Einleitung des Verfahrens enthält sich der Präsident der Ausübung seines Amtes und wird entsprechen vertreten (siehe Abschnitt Vertretung). Bei einem Freispruch durch das Gericht nimmt er seine Tätigkeit wieder auf, falls seine reguläre Amtszeit nicht inzwischen abgelaufen ist.

## Liste der Präsidenten der Dritten Republik
| #   | Bild                       | Name                            | Amtsantritt       | Amtsaustritt  | Partei            |
| --- | -------------------------- | ------------------------------- | ----------------- | ------------- | ----------------- |
| 1   |                            | Michail Stasinopoulos           | 18. Dezember 1974 | 19. Juni 1975 | ND                |
| 2   | Konstantinos Tsatsos       | Konstantinos Tsatsos            | 20. Juni 1975     | 15. Mai 1980  | ND                |
| 3   | Konstantinos Karamanlis    | Konstantinos Karamanlis         | 15. Mai 1980      | 10. März 1985 | ND                |
| −   |                            | Ioannis Alevras (kommissarisch) | 10. März 1985     | 30. März 1985 | PASOK             |
| 4   | Christos Sartzetakis       | Christos Sartzetakis            | 30. März 1985     | 4. Mai 1990   | Parteilos         |
| (3) | Konstantinos Karamanlis    | Konstantinos Karamanlis         | 4. Mai 1990       | 10. März 1995 | ND                |
| 5   | Konstantinos Stefanopoulos | Konstantinos Stefanopoulos      | 10. März 1995     | 12. März 2005 | DIANA / Parteilos |
| 6   | Karolos Papoulias          | Karolos Papoulias               | 12. März 2005     | 13. März 2015 | PASOK             |
| 7   | Prokopis Pavlopoulos       | Prokopis Pavlopoulos            | 13. März 2015     | 13. März 2020 | ND                |
| 8   |                            | Katerina Sakellaropoulou        | 13. März 2020     | 13. März 2025 | Parteilos         |
| 9   |                            | Konstantinos Tasoulas           | 13. März 2025     | amtierend     | ND                |